# Pseudocleobis peruviana
Pseudocleobis peruviana är en spindeldjursart som beskrevs av Roewer 1957. Pseudocleobis peruviana ingår i släktet Pseudocleobis och familjen Ammotrechidae. Inga underarter finns listade i Catalogue of Life.